# Rzepik

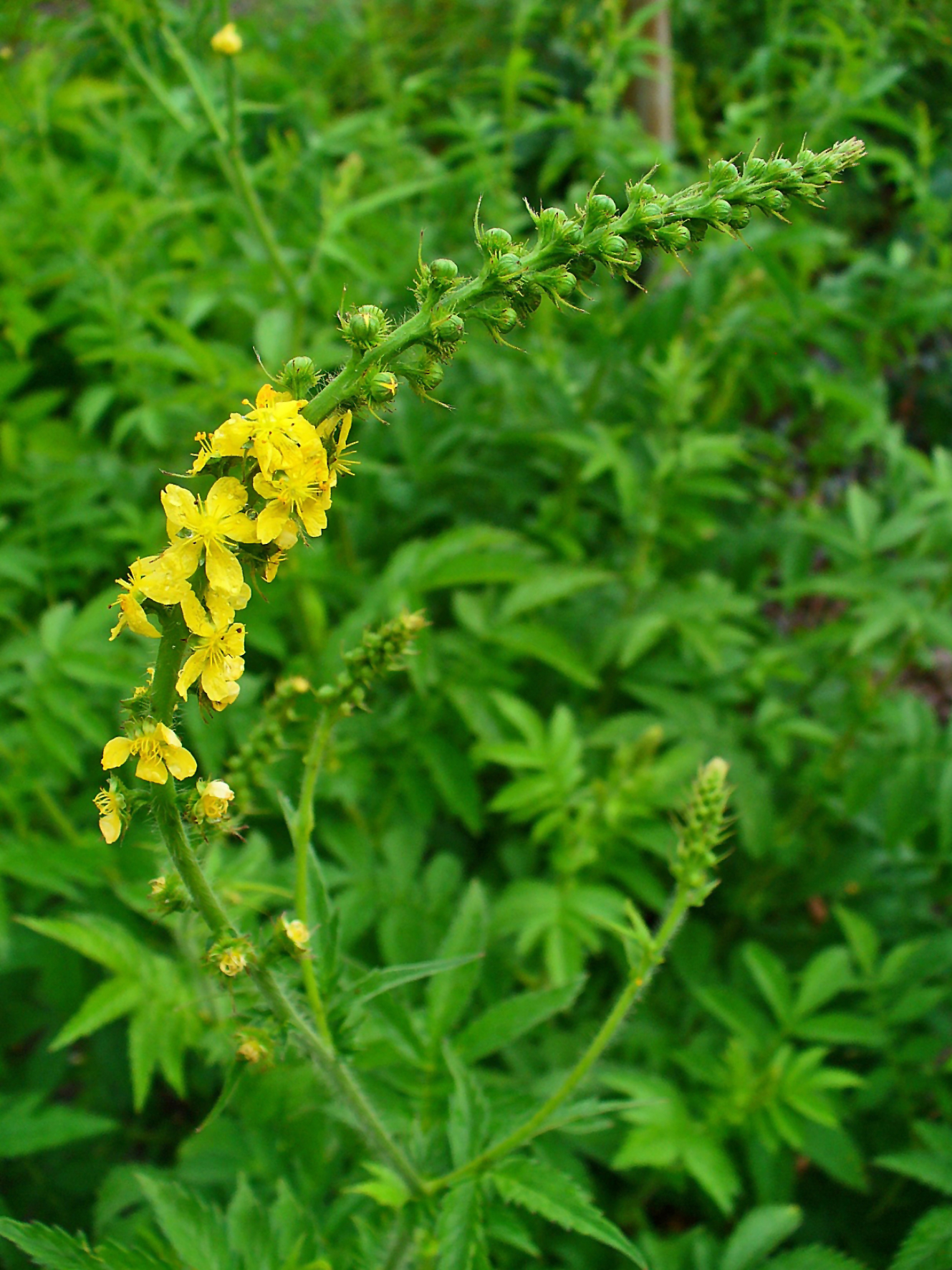
Rzepik wonny

Rzepik (Agrimonia L.) – rodzaj roślin należących do rodziny różowatych. Według różnych ujęć liczy około 10–21 gatunków występujących w strefie klimatu umiarkowanego na półkuli północnej oraz na obszarach górskich w strefie równikowej. Rośliny te rosną na łąkach i w murawach. Niektóre gatunki były w przeszłości wykorzystywane leczniczo oraz jako źródło żółtego barwnika.

## Rozmieszczenie geograficzne
W Europie, w tym w Polsce występują trzy gatunki z tego rodzaju:
- rzepik pospolity Agrimonia eupatoria L.
- rzepik szczeciniasty Agrimonia pilosa Ledeb.
- rzepik wonny Agrimonia procera Wallr.

Jeden gatunek spotykany jest w strefie równikowej i w Republice Południowej Afryki, a pozostałe w Azji i Ameryce Północnej.

## Morfologia
PokrójWysokie, zwykle wzniesione prosto byliny, o wysokości 1–2 m, często z pełzającym kłączem.
LiścieNieregularnie pierzaste, złożone z cienkich i ząbkowanych listków, u większości gatunków są to głównie liście odziomkowe.
KwiatyNiewielkie, często zwisające, zebrane w długie, szczytowe grona. Działek kielicha jest 5, kieliszka brak. Płatków korony jest pięć i mają żółtą barwę. Pręciki są liczne. Zalążnia dolna powstaje z dwóch owocolistków i zwieńczona jest pojedynczą szyjką słupka.
OwoceDrobne, jedno- lub dwunasienne, kolczaste (przystosowanie do zoochorii).

## Systematyka
Pozycja systematyczna według APweb (aktualizowany system APG IV z 2016)
Rodzaj należący do podplemienia Agrimoniinae, plemienia Sanguisorbeae, podrodziny Rosoideae, rodziny różowatych (Rosaceae Juss.), rzędu różowców, kladu różowych w obrębie okrytonasiennych.
Pozycja systematyczna według systemu Reveala (1993-1999)
Gromada okrytonasienne (Magnoliophyta Cronquist), podgromada Magnoliophytina Frohne & U. Jensen ex Reveal, klasa Rosopsida Batsch, podklasa różowe (Rosidae Takht.), nadrząd Rosanae Takht., rząd różowce (Rosales Perleb), podrząd Rosineae Erchb., rodzina różowate (Rosaceae Juss.), podrodzina Agrimonioideae F. Schwarz, plemię Agrimonieae Lam. & DC., podplemię Agrimoniinae J. Presl, rodzaj rzepik (Agrimonia L.)
Wykaz gatunków
- Agrimonia aitchisonii Schönb.-Tem.
- Agrimonia bracteata E.Mey. ex C.A.Mey.
- Agrimonia coreana Nakai
- Agrimonia eupatoria L. – rzepik pospolity
- Agrimonia gorovoii Rumjantsev
- Agrimonia granulosa Juz.
- Agrimonia gryposepala Wallr.
- Agrimonia hirsuta Bong. ex C.A.Mey.
- Agrimonia incisa Torr. & A.Gray
- Agrimonia microcarpa Wallr.
- Agrimonia nipponica Koidz.
- Agrimonia × nipponopilosa Murata
- Agrimonia parviflora Aiton
- Agrimonia pilosa Ledeb. – rzepik szczeciniasty
- Agrimonia pringlei Rydb.
- Agrimonia procera Wallr. (syn. Agrimonia odorata Mill.) – rzepik wonny
- Agrimonia pubescens Wallr.
- Agrimonia repens L. – rzepik płożący[11]
- Agrimonia rostellata Wallr.
- Agrimonia striata Michx.
- Agrimonia villosa Cham. & Schltdl.
- Agrimonia × wirtgenii Asch. & Graebn.
- Agrimonia zeylanica Moon ex Hook.f.

## Zastosowanie
Przez długi czas różne gatunki rzepików były używane w medycynie ze względu na swoje właściwości ściągające i moczopędne, które zawdzięczają dużej zawartości taniny. Niektóre gatunki są uprawiane jako rośliny ozdobne, ale mają niewielkie walory dekoracyjne.